# Camp de Son Malferit
El Camp de Son Malferit és un terreny esportiu dedicat a la pràctica del futbol de Palma (Mallorca, Illes Balears). Està dotat de gespa artificial i té aforament per a uns 1200 espectadors. Hi disputa els seus partits oficials el Club Esportiu Atlètic Balears, club de Segona Divisió B, i les categories inferiors de futbol base.
És al kilòmetre 2, costat mar, de la Carretera de Manacor, poc després de la cruïlla amb la Via de cintura que circumval·la Palma, sortint de la ciutat, al barri homònim. Limita amb les barriades de la Soledat, Estadi Balear i Polígon de Llevant, pertanyents al Districte de Llevant.

## Història
El 1958 l'Ajuntament de Palma va comprar una parcel·la de 28.700 m² amb la intenció de construir-hi una zona poliesportiva municipal. Es va posar la primera pedra el 17 d'agost de 1958; però el projecte no es va dur a terme. Només es va fer realitat el camp de futbol, inaugurat el 10 de setembre de 1961, que va ser seu del CE Soledat, fins que va desaparèixer el 2010. Des de llavors ho va ser del CE Soledat Atlètic, refundació d'aquest fins a la seva desaparició.
El camp fou de propietat municipal fins al 2014, quan la Federació de Futbol de les Illes Balears el va adquirir. Llavors s'iniciaren les obres de reforma i modernització de les instal·lacions i la construcció d'un edifici per a la nova seu de la federació balear. En paral·lel, es va acordar que el nou inquilí de les instal·lacions a partir de llavors seria el Club Esportiu Atlètic Balears.
El terreny de joc fou reinagurat el 27 d'agost de 2014, i les noves dependències federatives el 23 d'abril de 2015.